# Марина Накићеновић
Марина Накићеновић (Београд, 1950) српски је сликар и универзитетски професор. Редовни је професор Факултета примењених уметности у Београду.

## Биографија
У Београду је завршила основну и средњу школу. Факултет примењених уметности у Београду је завршила 1974. године, а последипломске студије на истом факултету 1977. године. Запослила се на Факултету примењених уметности и дизајна 1980. године на предмету Цртање и сликање. Од 1980. ради као асистент, од 1984. као доцент, а од 1993. као ванредни професор. Изабрана је 1998. у звање редовног професора за област Примењено сликарство . Члан је Удружења ликовних уметника Србије (УЛУС) од 1975. године Удата је за српског сликара Ј. Сивачког. Живи и ради у Београду.

## Признања
- Награда на 10. бијеналу „У светлости Милене“,
- Награда Француског Културног центра у Београду на 32. октобарском салону

## Самосталне изложбе
До сада учествовала на преко 50 групних изложби у Србији и иностранству, а њене самосталне изложбе су::
- Ликовна галерија Културног центра, Београд 1982.
- Ликовна галерија Културног центра, Београд 1991.
- Галерија „Carre des Arts“, Париз 1992.
- Галерија УЛУС-а, Београд 1998.
- Галерија Коларчеве задужбине, Београд 2000.
- Галерија Пинакер, Херцег Нови 2000.
- Галерија УЛУС-а, Београд 2007.
- Модерна галерија, Ваљево 2009.

## Галерија
- Недеља
- Тихи живот са Каравађовим листом